# Amadanagar

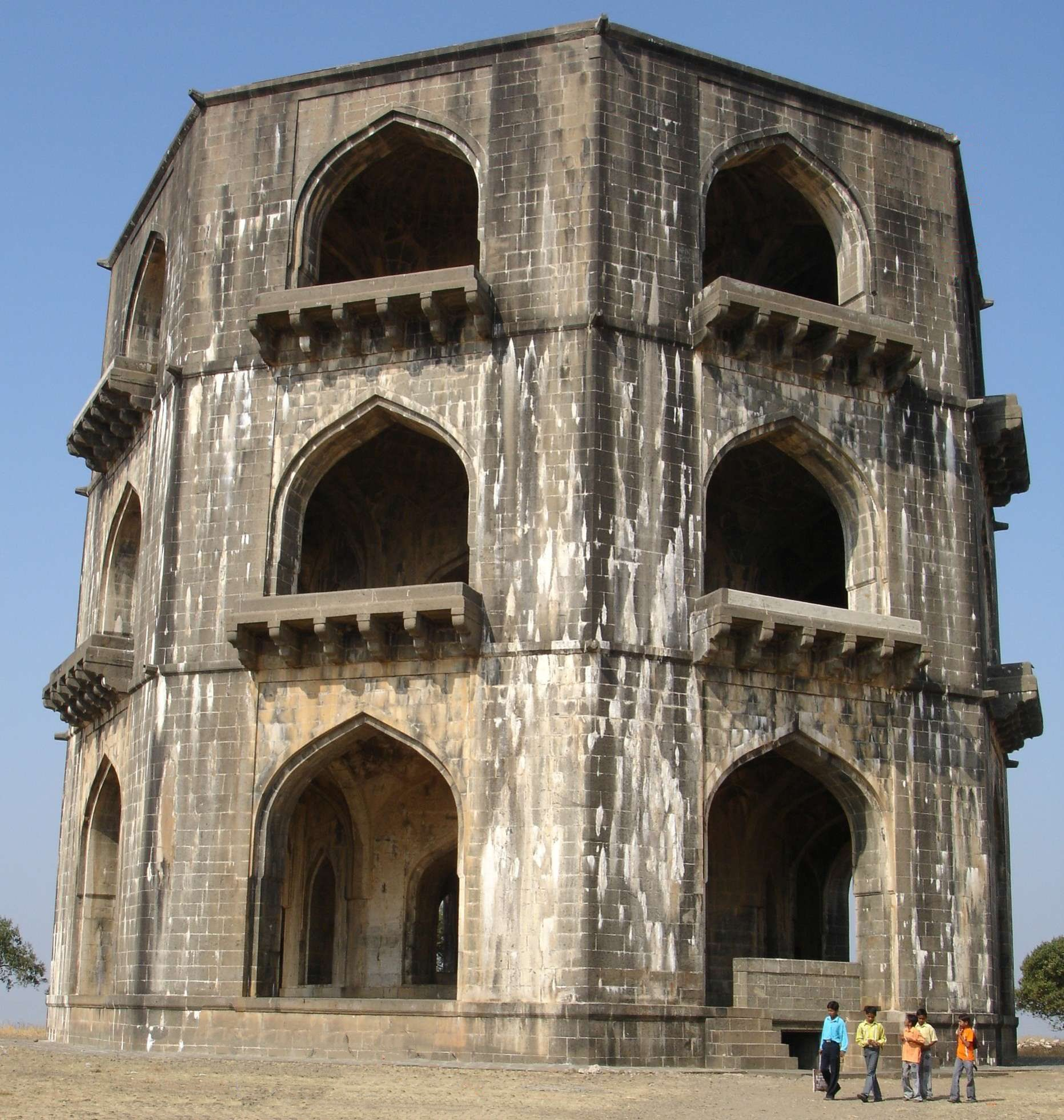

Amadanagar (em marata:  अहमदनगर; romaniz.: Ahmadnagar) é uma cidade em Maarastra, em Índia.
Em 2001 tinha 399 410 habitantes.